# Owenia cepiodora
Owenia cepiodora är en tvåhjärtbladig växtart som beskrevs av Ferdinand von Mueller. Owenia cepiodora ingår i släktet Owenia och familjen Meliaceae. Inga underarter finns listade i Catalogue of Life.